# 다케코마역
다케코마역(일본어: 竹駒駅)은 일본 이와테현 리쿠젠타카타시에 위치한 동일본 여객철도 오후나토 선의 철도역이다. 단선 승강장 1면 1선의 구조를 갖춘 지상역이었으나, 2011년 동일본 대지진 피해로 인해 BRT로 대체 운행되고 있다.

## 이용 현황
| 승차 인원 추이 | 승차 인원 추이 |
| 연도           | 1일 평균       |
| -------------- | -------------- |
| 2013           | 12             |
| 2014           | 13             |
| 2015           | 17             |

## 역 주변
- 국도 제340호선 · 국도 제343호선

## 역사
- 1933년 12월 15일 : 개업.
- 1987년 4월 1일 : 일본국유철도 분할 민영화에 의해, 동일본 여객철도가 승계.
- 2011년 3월 11일 : 동일본 대지진으로 발생했던 지진 해일로 인해 유실.
- 2013년
  - 3월 2일 : BRT에 의해 가복구. 역은 국도 상에 이설.
  - 9월 28일 : 당 역 주변에 버스 전용선 공용에 의해, BRT용의 역사를 구 역사에 있던 장소에 정비해 역을 이설.
- 2020년 4월 1일 : 게센누마 역 - 사카리 역 간의 철도 사업 폐지로 인해 철도역으로는 폐역됨.

## 인접 역
| 동일본 여객철도 오후나토 선  | 동일본 여객철도 오후나토 선 | 동일본 여객철도 오후나토 선 |
| ---------------------------- | --------------------------- | --------------------------- |
| 가미시시오리 이치노세키 방면 | ■ 본선 철도 운용시          | 리쿠젠타카타 사카리 방면    |